# Последние цари
«Последние цари» (англ. The Last Czars) — шестисерийный документальный исторический мини-сериал, посвященный судьбе последнего русского императора Николая II и династии Романовых в целом. Премьера состоялась 3 июля 2019 на платформе Netflix.
Сериал представляет собой традиционное для западной документалистики сочетание игрового кино и комментариев специалистов — профессиональных историков.

## В ролях
Основные:
- Роберт Джек — Николай II («Никки»)
- Сюзанна Херберт — Александра Федоровна («Аликс»)
- Бен Картрайт — Григорий Распутин
- Индре Паткаускайте — Анна Андерсон
- Оливер Димсдейл — Пьер Жильяр

## Сюжет
- 1 серия: Семь лет спустя после расстрела царской семьи в Берлине объявляется девушка, выдающая себя за спасшуюся княжну Анастасию. Пьер Жильяр, близко знавший царскую семью, должен опознать ее. В другой временной линии показаны смерть Александра III, свадьба Николая и Александры Федоровны, коронация Николая и ходынская катастрофа, а также ранняя биография Распутина (изгнание из общины, секта хлыстов).
- 2 серия: У царской четы рождается долгожданный сын, однако вскоре выясняется, что он болен гемофилией. Распутин благодаря своему обаянию и необычным талантам завоевывает популярность у дам высшего общества. Российская империя вступает в русско-японскую войну, показаны Кровавое воскресенье, убийство великого князя Сергея Александровича, начало Первой русской революции.
- 3 серия: Распутин начинает лечить царевича Алексея и сближается с царской семьей. Столыпин уговаривает Николая на проведение реформ. При этом Столыпин недоволен влиянием Распутина, который устраивает оргии и совращает женщин, пользуясь безграничным доверием царской семьи. Столыпина убивают в театре. Интимная переписка императрицы с Распутиным становится достоянием общественности, что плохо сказывается на репутации всей царской семьи.
- 4 серия: Начинается Первая мировая война. Александра Федоровна ухаживает за ранеными в госпитале, однако это не помогает сохранить ее репутацию: ее подозревают в шпионаже в пользу Германии. Распутина убивают в результате заговора. В другой временной линии Жильяр привлекает свою жену, также работавшую во дворце, чтобы помочь опознать предполагаемую Анастасию.
- 5 серия: После убийства Распутина царская семья погружается в траур. Неудачи в войне деморализуют народ, репутация царя падает катастрофически, армия начинает разваливаться. 1917 год: дети царской четы заболевают корью, в это же время в Петрограде начинаются массовые беспорядки — это начинается Февральская революция. Николай II принимает тяжелое решение отречься от престола. Через несколько месяцев власть переходит в руки большевиков. Царскую семью арестовывают.
- 6 серия: 1918 год: семью содержат в Екатеринбурге под стражей. Показаны быт заключенных, провокации и подготовка к предполагаемому побегу из дома и роман Марии с одним из охранников. Под предлогом переезда в более безопасное место семью и приближенных поднимают среди ночи и велят спуститься в подвал, где расстреливают. В 1920-е Жильяр разоблачает Анну Андерсон. В конце рассказывается о судьбе остальных Романовых, некоторых из которых были убиты, а другие спаслись за границей.

## Критика
В России интерес к телепроекту был выражен главным образом в критике исторических неточностей, самой явной из которых стала демонстрация в кадре мавзолея Ленина на Красной площади (в то время как действие происходит в 1905 году). Отмечались и другие «киноляпы», например, Санкт-Петербургская соборная мечеть, построенная в 1920 году, армянский монастырь Хор Вирап, представляемый «Верхотурским монастырём на Урале», а также цвет Кремля (в сериале показан красным, в то время как на рубеже XIX—XX веков сохранялись остатки побелки). Многие зрители сравнивали «Последних царей» с недавним мини-сериалом от HBO «Чернобыль», создатели которого более внимательно отнеслись к деталям, что было положительно отмечено как критиками, так и зрителями.